# Blackburn 2F.1 Nautilus
Blackburn 2F.1 Nautilus – brytyjski dwupłatowy samolot, zaprojektowany i wybudowany w wytwórni Blackburn Aeroplane and Motor Co. Ltd. pod koniec lat 20. XX wieku. Pierwotnie został zaprojektowany jako myśliwiec pokładowy z możliwością szybkiej przebudowy w warunkach polowych na wodnosamolot obserwacyjny. Ostatecznie po wybudowaniu jednego egzemplarza został przeznaczony do lotów kurierskich, które wykonywał do 1933 roku.

## Historia
8 czerwca 1926 roku brytyjskie Ministerstwo Lotnictwa (Air Ministry) wydało specyfikację techniczną O.22/26 na nowy, dwumiejscowy myśliwiec pokładowy zdolny do przystosowania w przeciągu czterech godzin do roli wodnosamolotu obserwacyjnego. Do konkursu stanęły firmy Fairey Aviation Co. Ltd. z samolotem Fairey Fleetwing, Hawker Aircraft z maszyną Hawker Osprey (będącą zmodyfikowaną wersją lekkiego bombowca Hawker Hart), Short Brothers z dwupłatowcem Short Gurnard, Blackburn Aircraft z 2F.1 Nautilus oraz Handley Page z Handley Page H.P.37F. Ostatni model pozostał na etapie rysunków technicznych. Konstruktorem Nautilusa był major F.A. Bumpus. Zaprojektował on dosyć niezgrabny samolot dwupłatowy, w którym kratownicowy kadłub został umieszczony pośrodku, pomiędzy płatem górnym i dolnym. Przestrzeń, jaka powstała między kadłubem a dolnym płatem, została wykorzystana do zamontowania dużej chłodnicy silnika. Ministerstwo aż trzy razy zmieniało decyzję co do wymaganej jednostki napędowej, ostatecznie decydując się na dwunastocylindrowy, chłodzony cieczą silnik rzędowy Rolls-Royce F.XIIMS (Kestrel II). W celu zmniejszenia zajmowanej powierzchni na lotniskowcu skrzydła 2F.1 były składane. Oblotu gotowej maszyny na fabrycznym lotnisku w Brough dokonał na początku maja 1929 roku pilot Thomas Neville Stack. Niestety dla samolotu wyniki prób w locie były niezadowalające. Silnik ulegał przegrzewaniu, a maszyna sprawiała spore trudności w sterowaniu. Zmieniono instalację chłodzącą silnik, obudowę chłodnicy, zmniejszono cięciwę steru wysokości. Tak zmodyfikowany samolot wzniósł się po raz pierwszy w powietrze 21 sierpnia 1929 roku, za jego sterami siedział pilot A.M. Blake. W październiku tego samego roku, w bazie Royal Air Force Martlesham Heath przeprowadzono loty porównawcze uczestniczących w konkursie maszyn. W ich wyniku wyłoniono trójką maszyn, które miały rywalizować w toku dalszych prób i badań. Hawker Osprey, Fairey Fleetwing i Nautilus zostały przeniesione do 405 Flight w Gosport. Była to jednostka doświadczalna Fleet Air Arm. 1 stycznia 1930 roku maszyny rozpoczęły próby na pokładzie lotniskowca „Furious”. Nautilus okazał się samolotem bardzo trudnym w eksploatacji, podczas lotów z maksymalną prędkością usterzenie maszyny wykazywało tendencję do wpadania we flatter, a już całkowicie dyskwalifikującą samolot do użytkowania na pokładzie lotniskowca była jego niewielka prędkość startowa. Zwycięzcą rywalizacji okazał się być Hawker Osprey. Nie zakończyło to jednak historii jedynego wybudowanego egzemplarza 2F.1. Zdemontowano uzbrojenie i jako samolot kurierski z numerem rejestracyjnym N 234 wykonywał on loty na rzecz Aeroplane and Armament Experimental Establishment (Biuro Doświadczalne Lotnictwa i Uzbrojenia) do 1933 roku.

## Konstrukcja
Nautilus był zastrzałowym, dwumiejscowym dwupłatem o konstrukcji metalowo-drewnianej ze składanymi w celu ułatwienia hangarowania skrzydłami. Podwozie stałe, zastrzałowe z tylną płozą podkadłubową. Usterzenie klasyczne. Maszyna uzbrojona była w jeden karabin maszynowy Vickers kalibru 7,7 mm umieszczony na lewej burcie i strzelający poprzez śmigło oraz karabin maszynowy Lewis kalibru 7,7 mm, który obsługiwał obserwator samolotu. W celu przebudowy maszyny na wariant wodnosamolotu przewidziano możliwość zamontowania dwóch pływaków o rozstawie 2,64 m lub jednego umieszczonego centralnie pod kadłubem. W centropłacie zainstalowano dwa zbiorniki paliwa o pojemności 180 dm³, istniała możliwość zamontowania dodatkowego zbiornika w kadłubie o pojemności 90 dm³.